# Règlement de la Coupe du monde de football
Le règlement de la Coupe du monde de football est l'ensemble des règles encadrant entre autres le classement, la qualification, l'arbitrage et le jeu de la Coupe du monde de football

## Remplacements
À l'origine, le règlement ne prévoyait pas la possibilité pour une équipe d'effectuer des remplacements en cours de jeu : une équipe pouvait par conséquent terminer un match en infériorité numérique en cas de blessure sérieuse d'un de ses joueurs empêchant celui-ci de reprendre le jeu. En Coupe du monde, la FIFA autorise le remplacement de joueurs en cours de match seulement à partir de 1970 : deux changements sont alors désormais possibles. À partir de la Coupe du monde 1994, chaque équipe a le droit à 3 remplacements par rencontre. En 2018, la FIFA ajoute un quatrième remplacement en cas de prolongation. 

## Critères de qualification et départage

### Phases de groupes
Pour les classements en phase de poule, outre les points gagnés (2 puis 3, à partir de 1994, pour une victoire, 1 pour un nul, 0 pour une défaite), la FIFA définit des règles pour départager les équipes en cas d’égalité :
- en 1930 et 1950, il n'y a qu'une seule place qualificative par groupe, la première. Si deux équipes terminent en tête à égalité de points, elles rejouent entre elles un match d'appui.
- en 1954, deux équipes à égalité de points partagent la même place au classement. Si les deux équipes sont à égalité à la seconde place qualificative du groupe, elles jouent entre elles un match d’appui afin de qualifier l'une (et éliminer l'autre). Si les deux équipes occupent la première place à égalité, un tirage au sort est effectué pour leur attribuer les places 1 et 2 permettant de les affecter dans le tableau des quarts de finale ;
- en 1958, si les équipes occupent la première place du groupe à égalité un critère de classement est utilisé afin d'éviter un tirage au sort pour le placement dans le tableau final : le rapport entre le nombre de buts marqués et le nombre de buts encaissés. En revanche si deux équipes sont à égalité de points à la seconde place qualificative, elles disputent toujours entre elles un match d’appui ;
- en 1962 et 1966, le rapport entre le nombre de buts marqués et le nombre de buts encaissés est utilisé pour classer toutes les équipes du groupe et les départager lorsqu'elles sont à égalité de points (la première équipe à devoir à ce critère sa qualification directe pour la suite de la compétition est l’Angleterre, classée deuxième, au détriment de l’Argentine, classée troisième, en 1962) ;
- à partir de 1970, ce rapport entre le nombre de buts marqués et le nombre de buts encaissés est remplacé par la différence de buts ;
- à partir de 1974, un critère supplémentaire est rajouté avec une prime à l’attaque, à points et différence de buts identiques, c’est l’équipe qui a marqué le plus de buts qui est classée devant (les premières équipes à devoir à ce critère leur qualification directe pour la suite de la compétition sont l’Italie au détriment du Cameroun et l'Espagne au détriment de la Yougoslavie en 1982) ;
- ensuite, s’il y a toujours égalité entre deux équipes ou davantage, sont rajoutés les mêmes critères (points, différence de buts, attaque) uniquement dans les matchs entre les équipes à égalité sur les critères précédents. Ces critères supplémentaires ont permis à trois reprises de classer des équipes entre elles : les trois fois en 1994 et uniquement entre équipes partageant des places qualificatives, cela n’a donc pas abouti à l’élimination d’une équipe ;
- à partir de 2018, est rajouté le critère disciplinaire. Ce dernier prend en compte les sanctions infligées en cours de match par les arbitres. Le nombre de cartons jaunes et rouges reçus par les équipes sur l'ensemble des matchs donne lieu à l'application d'un barème négatif de points disciplinaires. Dès l'année de sa mise en place, ce critère permet d'éviter un tirage au sort entre deux équipes à égalité parfaite (points, buts pour et contre, résultat de la confrontation directe) pour une seule place qualificative. Cela profite au Japon qui, avec -4 pts contre -6, obtient la qualification au détriment du Sénégal.

### Matchs à élimination directe
Pour les matchs à élimination directe (huitièmes de finale, quarts de finale, demi-finales et finale), en cas d’égalité à l’issue du temps règlementaire puis des deux périodes de prolongation, le règlement prévoit jusqu’en 1958 de rejouer le match. De 1962 à 1970, les matchs de quart de finale et de demi-finale ne sont plus à rejouer : c'est un tirage au sort qui décide de la qualification. La finale n'est pas concernée par ce changement et il sera ainsi prévu de la rejouer jusqu'en 1982. La séance de tirs au but pour départager deux équipes ayant fait match nul après prolongation entre en vigueur en 1974 mais ne concerne jusqu’en 1982 que très peu de matchs car les Coupes du monde à l’époque proposaient une phase de poules au premier tour comme au second tour. Les matchs touchés par ce nouveau point de règlement sont ainsi celui pour la troisième place (en 1974, 1978 et 1982), les demi-finales (en 1982) et éventuellement la finale à rejouer (en 1974, 1978 et 1982) si une finale s’était terminée sur un nul lors d’un premier match. La séance de tirs au but se généralise à partir de 1986, y compris pour la finale qui n’est plus à rejouer. Dans les faits, aucune finale n’a jamais été rejouée (la première qui aurait pu l'être, sans le changement de règlement, est celle de 1994). Le dernier match rejoué a été Brésil-Tchécoslovaquie (victoire du Brésil) en quarts de finale en 1938. La première qualification décidée aux tirs au but a vu l’Allemagne de l’Ouest éliminer la France en demi-finales en 1982 et le premier titre joué aux tirs au but après un match nul en finale après prolongation est celui de la Coupe du monde 1994 remporté par le Brésil aux dépens de l’Italie.

### Modes de départage concrètement utilisés
Sur l’ensemble des 21 premières Coupes du monde, pour départager des équipes à égalité :
- à l'issue d’une rencontre à élimination directe après prolongation : quatre matchs ont été rejoués (tous en 1934 et 1938) et trente séances de tirs au but ont été organisées (au moins une à chaque édition depuis 1982) ; par ailleurs, entre 1962 et 1970, aucun tirage au sort n'a été nécessaire ;
- à l’issue d’une phase de poules : cinq matchs d’appui ont été joués (tous en 1954 et 1958) et quatre tirages au sort ont été effectués. Les quatre tirages sont les suivants :
  - deux tirages en 1954 pour placer dans le tableau des quarts de finale les deux qualifiés du groupe 1 (Brésil et Yougoslavie) et du groupe 3 (Autriche et Uruguay), qui se retrouvent à égalité en tête de groupe, le rapport de buts (entre le nombre de buts marqués et le nombre de buts encaissés) ou la différence de buts étant alors ignoré. Le premier tirage permet à la Yougoslavie de rencontrer en quarts de finale le deuxième du groupe 2 et le deuxième tirage permet à l’Autriche de rencontrer le deuxième du groupe 4 tandis que Brésil et Uruguay rencontrent respectivement les premiers des groupes 2 et 4 ;
  - pour placer dans le tableau des quarts de finale les deux premiers du groupe 1 en 1970, Mexique et Union soviétique qui sont à égalité de points et de différence de buts. Le tirage donne la place 2 au Mexique et la place 1 à l’Union soviétique (celle-ci aurait effectivement été classée première avec le critère du nombre de buts marqués introduit ultérieurement et toujours en vigueur aujourd'hui, tandis que le critère de départage en place jusqu'en 1966 aurait profité au Mexique) ;
  - pour départager les deuxièmes ex æquo du groupe F en 1990, Irlande et Pays-Bas. Cela profite à l’Irlande qui obtient la deuxième place et un huitième de finale plus abordable face au deuxième d’un autre groupe quand les Pays-Bas avec un ticket de troisième doivent rencontrer au même stade de la compétition le vainqueur d’un autre groupe.

Jusqu’alors, le tirage au sort à l'issue d'un groupe entre des équipes à égalité n’a jamais abouti à l’élimination d’une équipe et n’a toujours concerné que des équipes occupant des places de qualifiés.